# Toshimasa Toba
Toshimasa Toba (鳥羽 俊正 Toba Toshimasa?, nacido el 16 de julio de 1975 en Aichi) es un exfutbolista japonés. Jugaba de defensa y su único club fue el Mito HollyHock de Japón.

## Trayectoria

### Clubes
| Club           | País  | Año         |
| -------------- | ----- | ----------- |
| Mito HollyHock | Japón | 1998 - 2003 |